# Alfred Paul Dorjahn
Alfred Paul Dorjahn (* 11. Juli 1894 in Palatine Township, Illinois; † 23. Juni 1986 in Eugene, Oregon) war ein US-amerikanischer klassischer Philologe.

## Leben
Alfred Paul Dorjahn war der Sohn des deutschstämmigen Ehepaars Joachim Henry und Wilhelmine Melanie Dorjahn. Sein Vater war Kirchendiener bei der evangelikalen und reformierten Gemeinde. Dorjahn studierte Klassische Philologie an der University of Chicago, wo er 1917 den Bachelor-Grad erlangte. Er war Mitglied bei Phi Beta Kappa. Von 1918 bis 1920 arbeitete er als Lehrer an der Pillsbury Academy, von 1922 bis zu seiner Promotion 1924 als Dozent an der Northwestern University. In seiner Doktorarbeit befasste er sich mit der politischen Amnestie in Athen im Jahr 403 v. Chr.
Nach der Promotion arbeitete Dorjahn als Dozent an der Washington University in St. Louis und ab 1925 als Assistant Professor an der Northwestern University. 1939 wurde er zum Full Professor und Vorsitzenden des Department of Classical Languages ernannt, 1941 zum John Evans Professor of Latin. Als Gastprofessor hielt er sich am Rosary College, an der Michigan State University und an der Ohio State University auf. 1962 trat Dorjahn in den Ruhestand. Von 1963 bis 1973 hielt er als Gastprofessor an der Loyola University Chicago Vorlesungen und Seminare. Er starb am 23. Juni 1986, wenige Wochen vor Vollendung des 92. Lebensjahres, in Eugene (Oregon).
Alfred Paul Dorjahn verfasste mehr als 125 Aufsätze und Rezensionen in seinem Fach. Seine Forschungsarbeit konzentrierte sich auf die attische Gerichtsrede (besonders des Demosthenes), die Hellenika des Xenophon und die Schrift De aedificiis des Prokopios von Caesarea. Dorjahn war einer der ersten amerikanischen Philologen, die spezielle Seminare zur Übersetzung ins Englische abhielten. Die Classical Association of the Middle West and South, deren Vorsitzender er von 1939 bis 1940 gewesen war, wählte ihn 1969 zum Classics Professor of the Year.